# Joseph Laurent Dyckmans

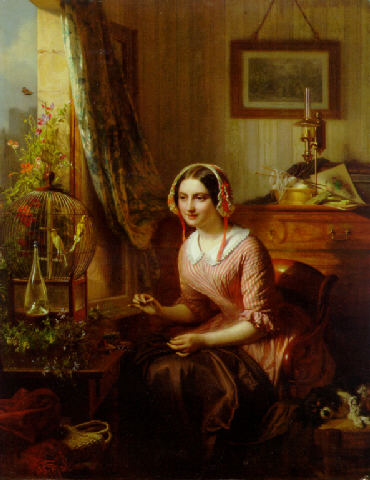
Joseph Dyckman: Spokojna przerwa, 1849

Joseph Laurent Dyckmans (ur. 9 sierpnia 1811 w Lier, zm. 8 stycznia 1888 w Antwerpii) – belgijski malarz, uczeń G. Wappersa (w Antwerpskiej Akademii Sztuki). Malował sceny rodzajowe w typie Gerarda Dou, co zjednało mu imię "belgijskiego Dou". Odznaczał się mistrzowskim opanowaniem techniki malarskiej.